# Badbergen

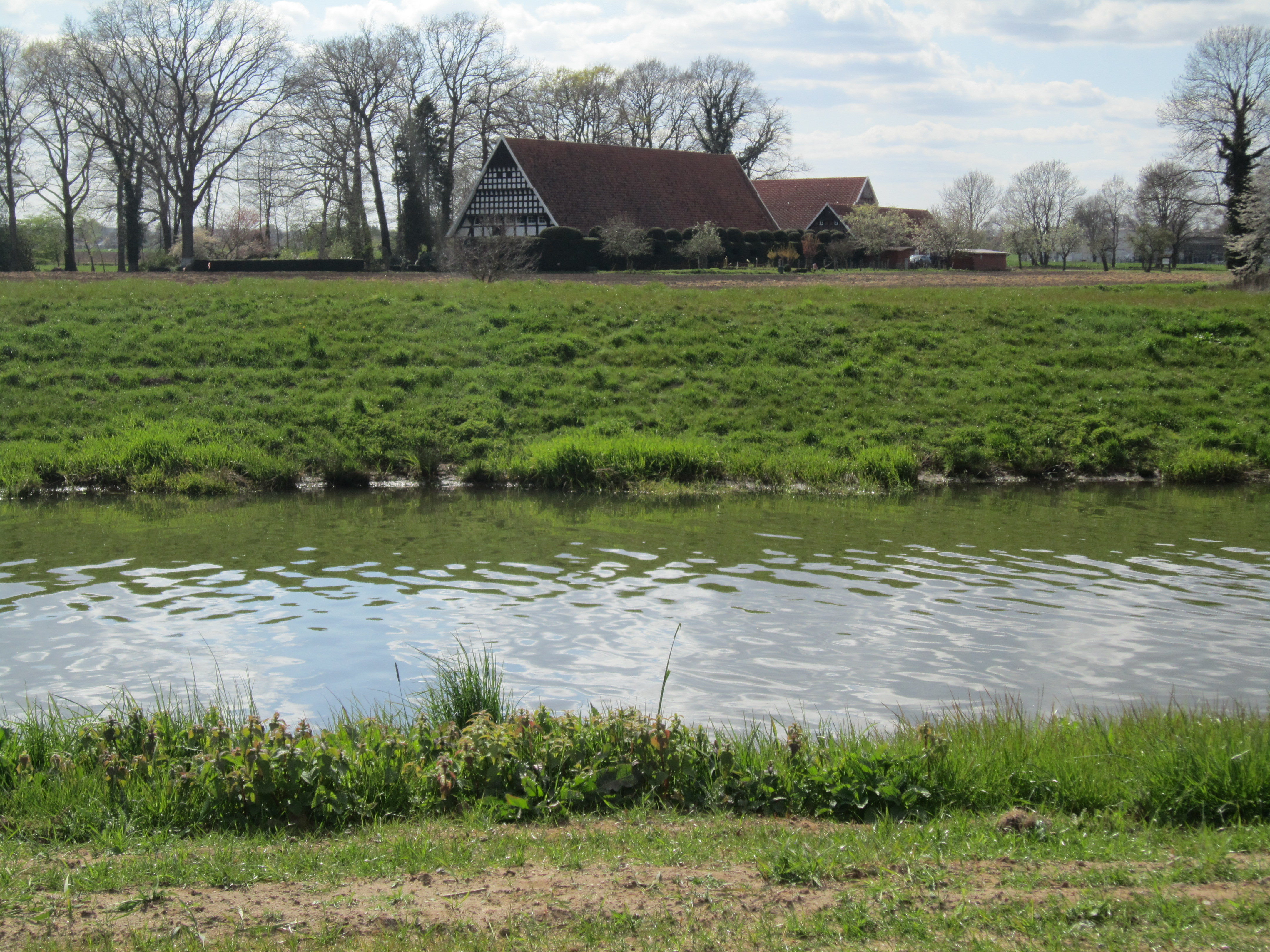
Die Hase, im Hintergrund Hof Berner in Wulften

Die artländische Gemeinde Badbergen (plattdeutsch Badbern) gehört der Samtgemeinde Artland an und liegt im Norden des niedersächsischen Landkreises Osnabrück. Die Gemeinde ist Teil des Erholungsgebietes Hasetal.

## Geographie

### Geographische Lage
Badbergen liegt in der Norddeutschen Tiefebene im Mittelpunkt der Schwemmlandebene des Artlandes, einer ausgedehnten Ebenheit, die von Talsandplatten und feuchten Niederungen nur schwach untergliedert wird.
Der Fluss Hase fließt, von Süden aus dem Teutoburger Wald kommend, auf die Cloppenburger Geest zu und wird durch den Geländeanstieg nach Westen abgedrängt.

### Geologie und Hydrogeologie

Das Hase-Binnendelta des Artlands

In der Niederungslandschaft nördlich eines tertiären Höhenzuges im Urstromtal der Hase hat der Fluss ein Binnendelta (am so genannten Haseüberfall) bei Quakenbrück gebildet. Die Fläche dieses Binnendeltas ist nahezu deckungsgleich mit der Region des Artlands und besteht hauptsächlich aus fluvioglazialem Sediment, also während der Eiszeit durch das Wirken des Gletscherschmelzwasser führenden Flusses entstandenen Sedimenten. Wegen des geringen Gefälles bildete die Hase mehrere Flussarme und es entstand das Hase-Binnendelta, an dessen Beginn Badbergen liegt.
Bohrungen haben gezeigt, dass der Boden in erster Linie aus lehmigen und sandigen Ablagerungen des Pleistozäns besteht. Die oberste Bodenschicht weist eine Stärke von fünf bis sieben Metern auf und ist von einer bis zu zehn Meter starken lehmigen und marligen Sedimentschicht unterlagert. Sandige Schichten in einer Tiefe von 25 bis 30 Metern bilden einen ertragreichen Aquifer für die Grundwasserförderung. Der oberste Grundwasserleiter befindet sich in einer Tiefe von zwei bis sechs Metern.

### Ausdehnung des Gemeindegebiets
Badbergen ist eine Reihensiedlung, deren Zentrum bis zum Bau der Umgehungsstraße beidseits der B 68 lag, wobei die östliche Seite mehrere Reihen von überwiegend Wohngebäuden aufweist, während auf der westlichen Seite hinter der Straßenbebauung zwischen alteingessenen Bauernhöfen mehrere Fabrikanlagen liegen. Mit dem Bahnanschluss, den das Dorf 1876 erhielt, siedelten sich einige Fabriken an und entwickelte sich aus dem Bauerndorf ein Dorf der Handwerker und Kaufleute. Gleichwohl konnte die Gemeinde der Problematik der Landflucht nicht völlig entgehen.
Die Bauernhöfe liegen hauptsächlich in den zur Gemeinde Badbergen gehörenden Ortsteilen Grönloh, Groß Mimmelage, Grothe, Langen, Lechterke, Vehs, Wehdel und Wulften.

### Nachbargemeinden
Badbergen grenzt im Süden an Gehrde und Bersenbrück, im Westen an Nortrup und Menslage, im Norden an Quakenbrück sowie im Osten an Dinklage und Holdorf (beide Landkreis Vechta).

### Gemeindegliederung

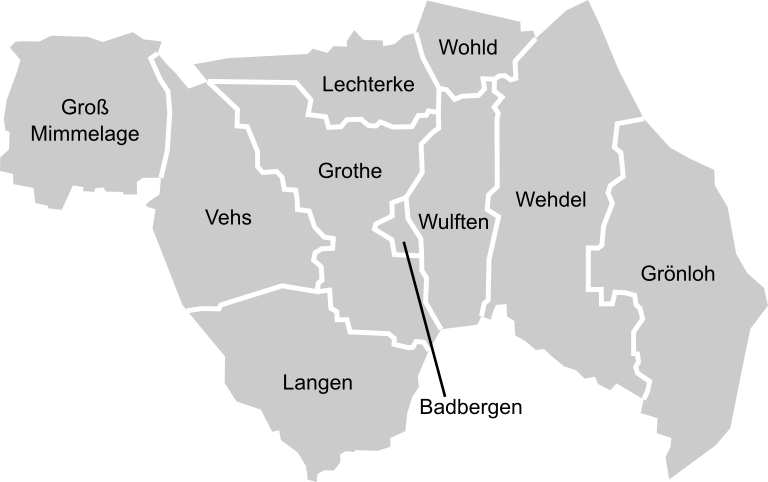
Ortsteile Badbergen

Die Gemeinde Badbergen besteht aus den Ortsteilen
- Badbergen – Sitz der Gemeindeverwaltung
- Grönloh
- Groß Mimmelage
- Grothe
- Langen
- Lechterke
- Vehs
- Wehdel
- Wohld
- Wulften

### Klima

Niederschlagsmittelwerte in Badbergen von 1961 bis 1990

Badbergen liegt in der gemäßigten Klimazone Niedersachsens im Übergangsbereich zwischen dem maritimen Klima der Nordseeküste und dem kontinentalen Klima im Süden und Osten und ist durch gemäßigtes Seeklima, beeinflusst durch feuchte Nordwestwinde von der Nordsee, geprägt.
Im langjährigen Mittel erreicht die Lufttemperatur in Badbergen 8,5 bis 9,0 °C, und es fallen etwa 616 Millimeter Niederschlag (zum Vergleich: das deutsche Mittel liegt bei etwa 800 Millimetern). Die wärmsten Monate sind Juli und August mit durchschnittlich 17,2 beziehungsweise 16,9 °C und die kältesten Januar und Februar mit 1,6 beziehungsweise 2,2 °C im Mittel. Der meiste Niederschlag fällt in den Monaten Juni und Juli mit durchschnittlich 69 beziehungsweise 75 Millimetern, der geringste im Februar und März mit durchschnittlich 36 beziehungsweise 42 Millimetern. Zwischen Mai und August kann mit durchschnittlich 20 bis 25 Sommertagen gerechnet werden. Die Anzahl der Regentage ist im Dezember mit zehn am höchsten, während der Niederschlag mit 49 Millimetern eher im mittleren Bereich liegt.
|                        | Jan | Feb | Mär | Apr | Mai  | Jun  | Jul  | Aug  | Sep  | Okt  | Nov | Dez |   |     |
| Mittl. Temperatur (°C) | 1,6 | 2,2 | 4,8 | 8,2 | 12,9 | 15,9 | 17,2 | 16,9 | 14,0 | 10,2 | 5,6 | 2,8 | ⌀ | 9,4 |
|                        |     |     |     |     |      |      |      |      |      |      |     |     |   |     |
| Niederschlag (mm)      | 43  | 36  | 42  | 39  | 50   | 69   | 75   | 68   | 46   | 56   | 43  | 49  | Σ | 616 |
|                        |     |     |     |     |      |      |      |      |      |      |     |     |   |     |
| Sonnenstunden (h/d)    | 2   | 2   | 3   | 5   | 7    | 7    | 7    | 7    | 4    | 3    | 2   | 1   | ⌀ | 4,2 |
|                        |     |     |     |     |      |      |      |      |      |      |     |     |   |     |
| Regentage (d)          | 9   | 7   | 8   | 8   | 8    | 9    | 8    | 8    | 7    | 7    | 9   | 10  | Σ | 98  |

|  |

|  |

|  |

|  |

|  |

|  |

|  |

|  |

|  |

|  |

|  |

|  |

|  |

|  |

|  |

|  |

|  |

|  |

|  |

|  |

|  |

|  |

|  |

|  |

## Geschichte
In einer Urkunde des Grafen Simon von Tecklenburg von 1175 wird Padberge genannt; eine Beurkundung von 1188 verwendet den Ortsnamen Batbergh.
Andere Bauerschaften des Kirchspiels werden bereits wesentlich früher genannt. Anlass zur Bildung des Kirchdorfes, eines engzeiligen Straßendorfes, gab vermutlich ein hier 1235 gegründetes Kanonikerstift. Seine weitere Entwicklung und ehemalige Bedeutung als Handelsort hat Badbergen vermutlich seiner Lage im Schnittpunkt zweier wichtiger Handelswege zu verdanken. Die Nord-Süd-Fernverbindung wird noch heute von der Bundesstraße 68 hergestellt, die mittlerweile durch eine Ortsumgehung geregelt wird.
Von 1750 bis 1752 wurde in Wehdel die Wehlburg errichtet, die über das Artland hinaus Bekanntheit erlangte.
Badbergen gehörte territorial bis 1802 zum Hochstift Osnabrück. Nach der französischen Besetzung bis 1814 unter Napoleon Bonaparte kam Badbergen infolge des Wiener Kongress an das Königreich Hannover. Mit der Niederlage des Königreichs Hannover von 1866 wurde Badbergen Teil von Preußen.

### Eingemeindungen
Am 1. Juli 1972 wurden die Gemeinden Grönloh, Groß Mimmelage, Grothe, Langen, Lechterke, Vehs, Wehdel und Wulften eingegliedert. Alle Ortsteile gehörten ebenso wie Badbergen bis zum 30. Juni 1972 dem Landkreis Bersenbrück an.

### Einwohnerentwicklung

Bevölkerungsentwicklung in Badbergen seit 1987

Die folgende Übersicht zeigt die Einwohnerzahlen von Badbergen im jeweiligen Gebietsstand und jeweils zum 31. Dezember.
Bei den Zahlen handelt es sich um Fortschreibungen des Landesbetriebs für Statistik und Kommunikationstechnologie Niedersachsen auf Basis der Volkszählung vom 25. Mai 1987.
Bei den Angaben aus den Jahren 1961 (6. Juni) und 1970 (27. Mai) handelt es sich um die Volkszählungsergebnisse einschließlich der Orte, die am 1. Juli 1972 eingegliedert wurden.
| Jahr | Einwohner |
| ---- | --------- |
| 1961 | 4545      |
| 1970 | 4412      |
| 1987 | 3991      |
| 1990 | 4093      |
| 1995 | 4343      |
| 2000 | 4473      |
| 2005 | 4613      |
| 2010 | 4563      |
| 2011 | 4600      |
| 2015 | 4572      |
| 2017 | 4564      |
| 2017 | 4594      |

### Namensdeutung
Eine endgültige Deutung des Ortsnamens ist bislang nicht erfolgt. Die Ortsbezeichnung Padberg kann von Pad für Pfad und Berge für Herberge, Zufluchtsstätte hergeleitet sein. Eine andere Interpretation bezieht sich auf den altsächsischen Personennamen Bathard, worauf sich die Ortsbezeichnung Batbergh stützen könnte.

## Politik

### Gemeinderat
Der Rat der Gemeinde Badbergen hat gegenwärtig 15 Mitglieder. Dies ist die festgelegte Anzahl für eine Mitgliedsgemeinde einer Samtgemeinde mit einer Einwohnerzahl zwischen 3.001 und 5.000 Einwohnern. Die Ratsmitglieder werden durch eine Kommunalwahl für jeweils fünf Jahre gewählt. Die aktuelle Amtszeit begann am 1. November 2021 und endet am 31. Oktober 2026.
Die folgende Tabelle zeigt die Kommunalwahlergebnisse seit 1996.
| 2021 – 2026 | 31,9 | 5 | 28,5 | 4 | 12,2 | 2 | 8,8  | 1 | 18,7 | 3 | –   | – | 100 | 15 | 54,4 |
| 2016 – 2021 | 33,6 | 5 | 23,0 | 4 | 8,2  | 1 | 3,4  | 1 | 26,5 | 4 | –   | – | 100 | 15 | 57,5 |
| 2011 – 2016 | 39,0 | 6 | 42,7 | 6 | 11,2 | 2 | 7,1  | 1 | –    | – | –   | – | 100 | 15 | 56,0 |
| 2006 – 2011 | 39,6 | 6 | 43,4 | 6 | 4,6  | 1 | 10,9 | 2 | 1,5  | 0 | –   | – | 100 | 15 | 57,8 |
| 2001 – 2006 | 35,2 | 5 | 43,6 | 8 | 5,1  | 0 | 11,6 | 2 | –    | – | 4,5 | 0 | 100 | 15 | 65,9 |
| 1996 – 2001 | 31,3 | 5 | 50,0 | 8 | 8,2  | 1 | 10,6 | 1 | –    | – | –   | – | 100 | 15 | 67,8 |
| Prozentanteile gerundet. Quellen: Landesbetrieb für Statistik und Kommunikationstechnologie Niedersachsen, Landkreis Osnabrück. Bei unterschiedlichen Angaben in den genannten Quellen wurden die Daten des Landesbetrieb für Statistik und Kommunikationstechnologie verwendet, da diese eine insgesamt höhere Plausibilität aufweisen. ____________________________ 1 2016: Bürger fürs Artland; 2021: UWG Badbergen |      |   |      |   |      |   |      |   |      |   |     |   |     |    |      |

### Bürgermeister
- seit 2019 Werner Meier (UWG/seit 2023 FDP)
- 2016–2019 Tobias Dörfler (CDU)
- 2011–2016 Dietmar Berger (SPD)[18]
- 2006–2011 Werner Katzer (CDU)
- 1991–2006 Siegfried Desing (SPD)[19]

### Städtepartnerschaften
- Hédé-Bazouges, Ille-et-Vilaine, Bretagne, Frankreich
- Jonkowo (deutsch Jonkendorf, Kreis Allenstein, Ostpreußen), Powiat Olsztyński, Woiwodschaft Ermland-Masuren, Polen

## Kultur und Sehenswürdigkeiten
Ein Großteil der Sehenswürdigkeiten Badbergens ist über die Ferienstraße Artland-Route erreichbar. Bekannt sind die imposanten, unter Denkmalschutz stehenden Artländer Bauernhöfe (siehe Kulturschatz Artland) und deren Eichenwäldchen, die bei fast jedem Hof zu finden sind. Weitere Sehenswürdigkeiten sind
- die evangelische St.-Georgs-Kirche mit ihrem achtseitigen romanischen Turm-Unterbau
- die katholische St.-Marien-Kirche

beide in der Ortsmitte
- die restaurierte Windmühle in Groß Mimmelage mit Rosarium
- der Eselhof in Langen.

## Wirtschaft und Infrastruktur

### Wirtschaft
Badbergen wird wirtschaftlich traditionell von Landwirtschaft, Handel und Gewerbe geprägt. Darüber hinaus betreibt der seit Jahren im Fokus öffentlicher Kritik stehende Fleischkonzern Tönnies seit 2017 in Badbergen eine Rinderschlachtfabrik mit etwa 500 Beschäftigten.

### Verkehr
Die Bundesstraße B 68 durchquerte bis zum 20. Dezember 2013 noch den Ortskern von Badbergen in Nord-Süd-Richtung. Am 28. August 2008 wurde jedoch das Planfeststellungsverfahren zum Bau einer Umgehungsstraße eingeleitet. Am 20. Dezember 2013 wurde die Umgehungsstraße nach einer 16 Monatigen Bauzeit eröffnet.
Die heutige NordWestBahn-Strecke Osnabrück-Oldenburg durchquert das Gemeindegebiet von Süden nach Norden. Bei Eröffnung dieser Oldenburger Südbahn 1876 existierte auch in Badbergen ein Bahnhof, welcher vor 2000 jedoch im Interesse der Reisezeitverkürzung aufgelassen wurde; auch die Station Langen (Kr. Bersenbrück) ist nicht mehr in Betrieb. Die nächstgelegenen Stationen befinden sich in Bersenbrück und Quakenbrück. Hier halten die Züge der Linie RE 18 (Osnabrück – Wilhelmshaven). Außerdem führte die Bahnstrecke Duisburg–Quakenbrück mit dem stillgelegten Abschnitt Coesfeld–Rheine–Quakenbrück durch das Gemeindegebiet, auch der dort gelegene Haltepunkt im Ortsteil Vehs sieht folglich keine Züge.
Es bestehen Busverbindungen der Verkehrsgemeinschaft Osnabrück von Badbergen nach Quakenbrück.

Weiterhin gibt es aufgrund einer privaten Initiative den Verein Bürgerbus Badbergen. Dieser betreibt den Bürgerbus, welcher von Montag bis Samstag die Gemeindeteile mit Quakenbrück Marktplatz und Krankenhaus verbindet.

### Öffentliche Einrichtungen
Das Heimathaus Badbergen e. V. sowie auch der Artländer Trachtenbund und der Shantychor „Hasejungs“ stehen für das traditionelle Landleben und regionale Kultur. Alle genannten Vereine haben erhebliche Nachwuchsprobleme und suchen ständig Nachwuchs.

### Bildung
Die frühere Schuleinheit, die mal aus Grundschule, Orientierungsstufe, Haupt- und Realschule bestand, verlor mit der Zentralisierung im benachbarten Quakenbrück zuerst die Hauptschule und später auch die Realschule, sodass es jetzt nur noch die Grundschule gibt. Weiterhin gibt es noch den evangelischen Kindergarten.
Die Realschule war aus einer früheren Privatschule, der „Walmichrathschen Lehranstalt“ hervorgegangen, die auf den Stifter Friedrich Wilhelm Walmichrath (1794–1857) zurückging.

## Söhne und Töchter der Gemeinde
- Julius Sudendorf (1815–1893), Amtsgerichtsrat und Historiker zur Osnabrücker Geschichte
- Johannes Meyer (1854–1940), Lehrer-Seminarleiter, Pädagoge und Schulleiter
- Georg Lüdeling (1863–1960), deutscher Meteorologe
- Karl Allöder (1898–1981), deutscher Bildhauer und Maler

## Bildergalerie

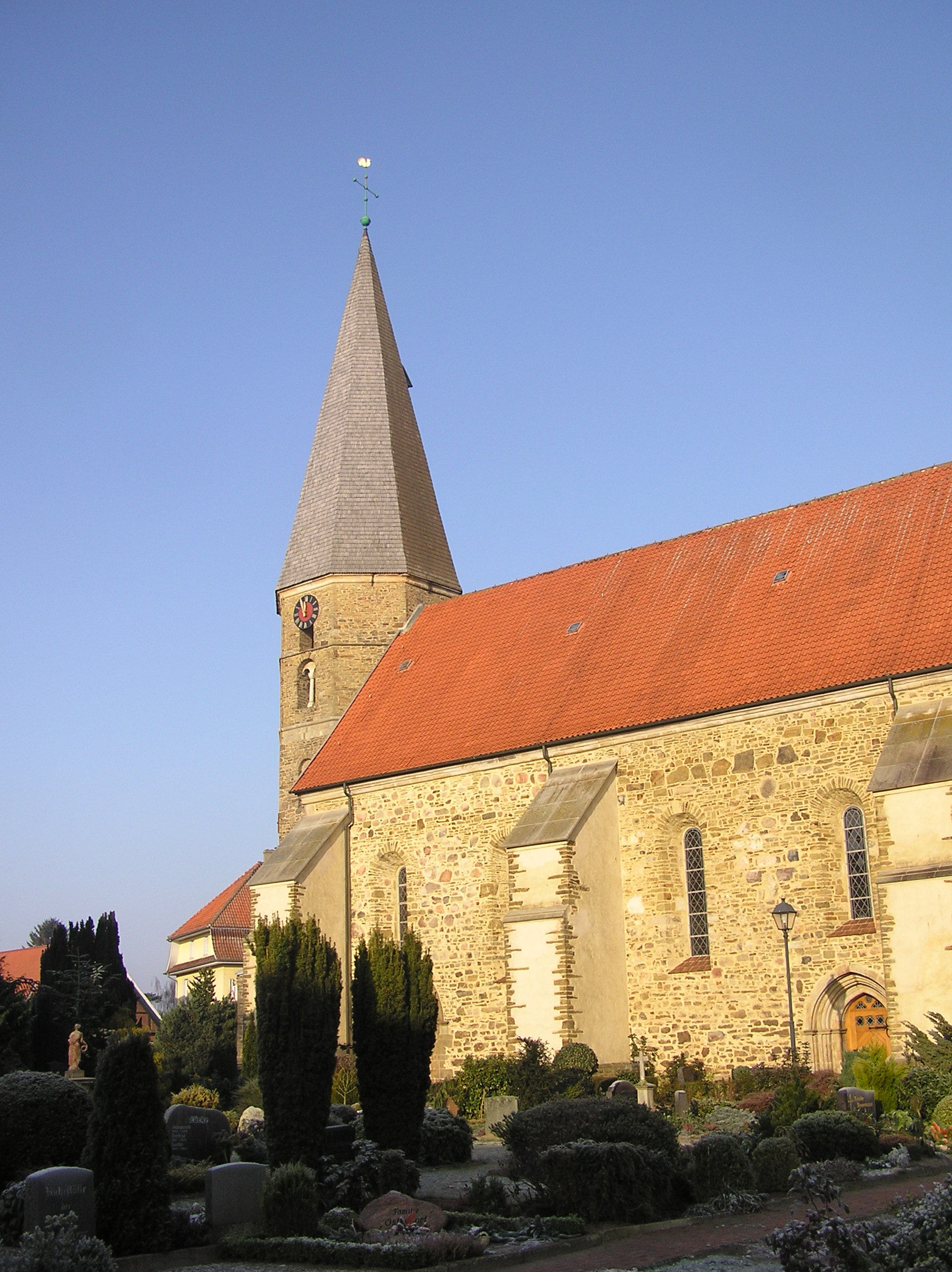
St. Georgskirche
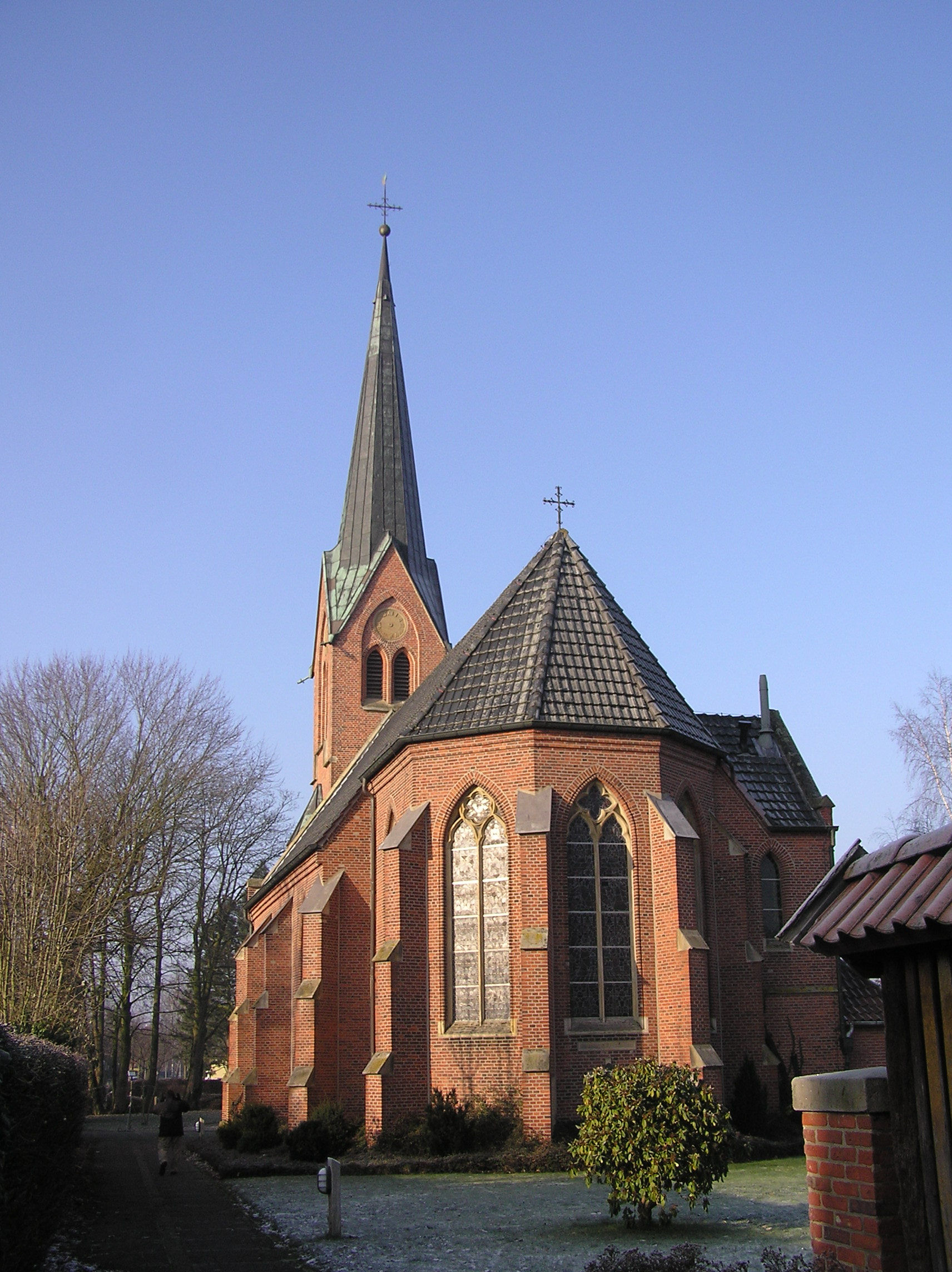
St. Marienkirche
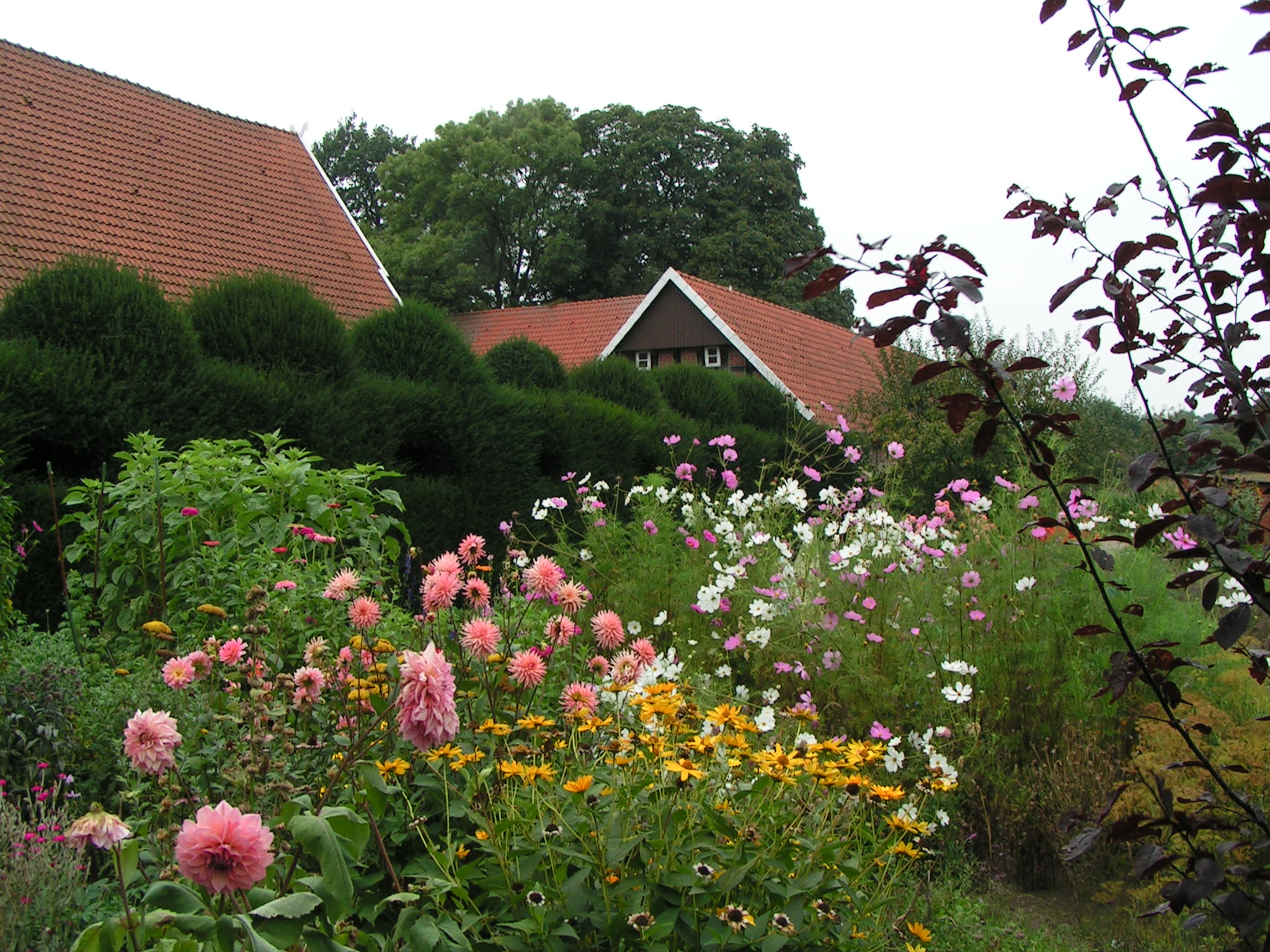
Hofstelle mit Bauerngarten in Wulften
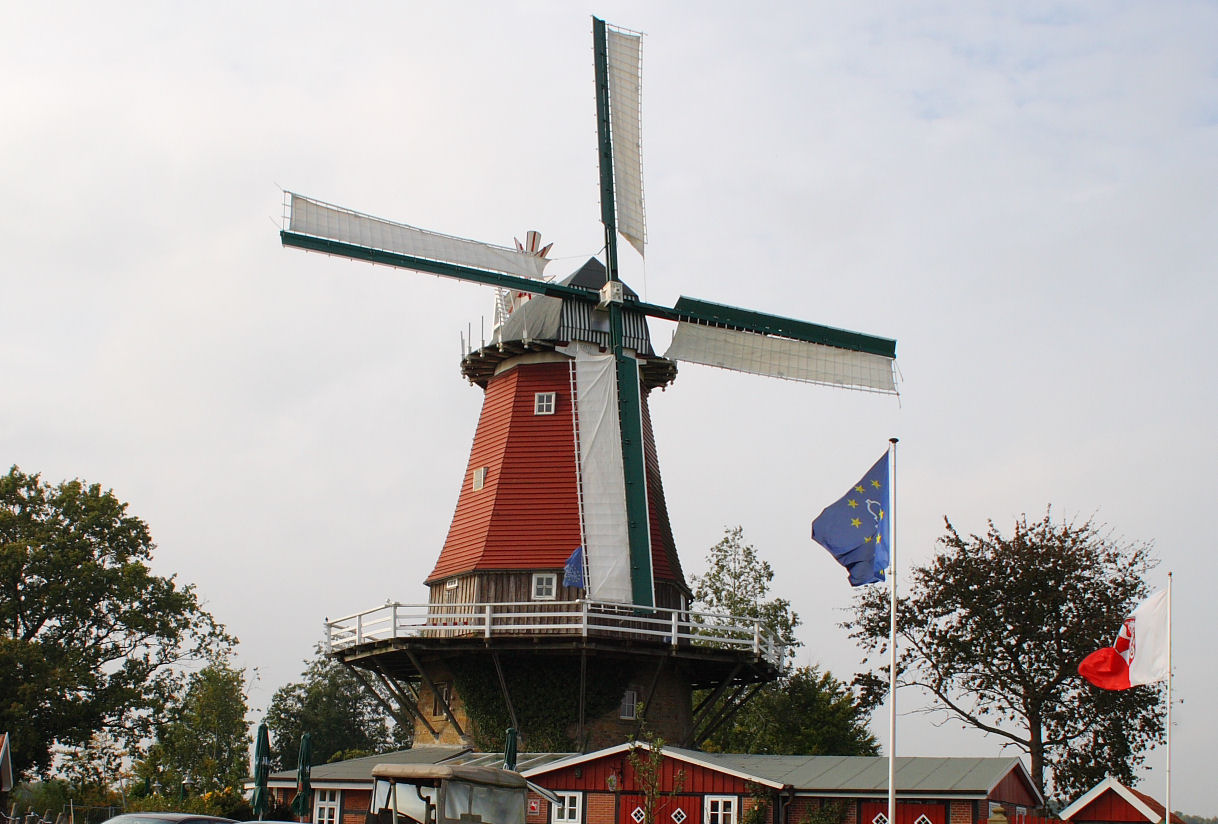
Windmühle Groß-Mimmelage
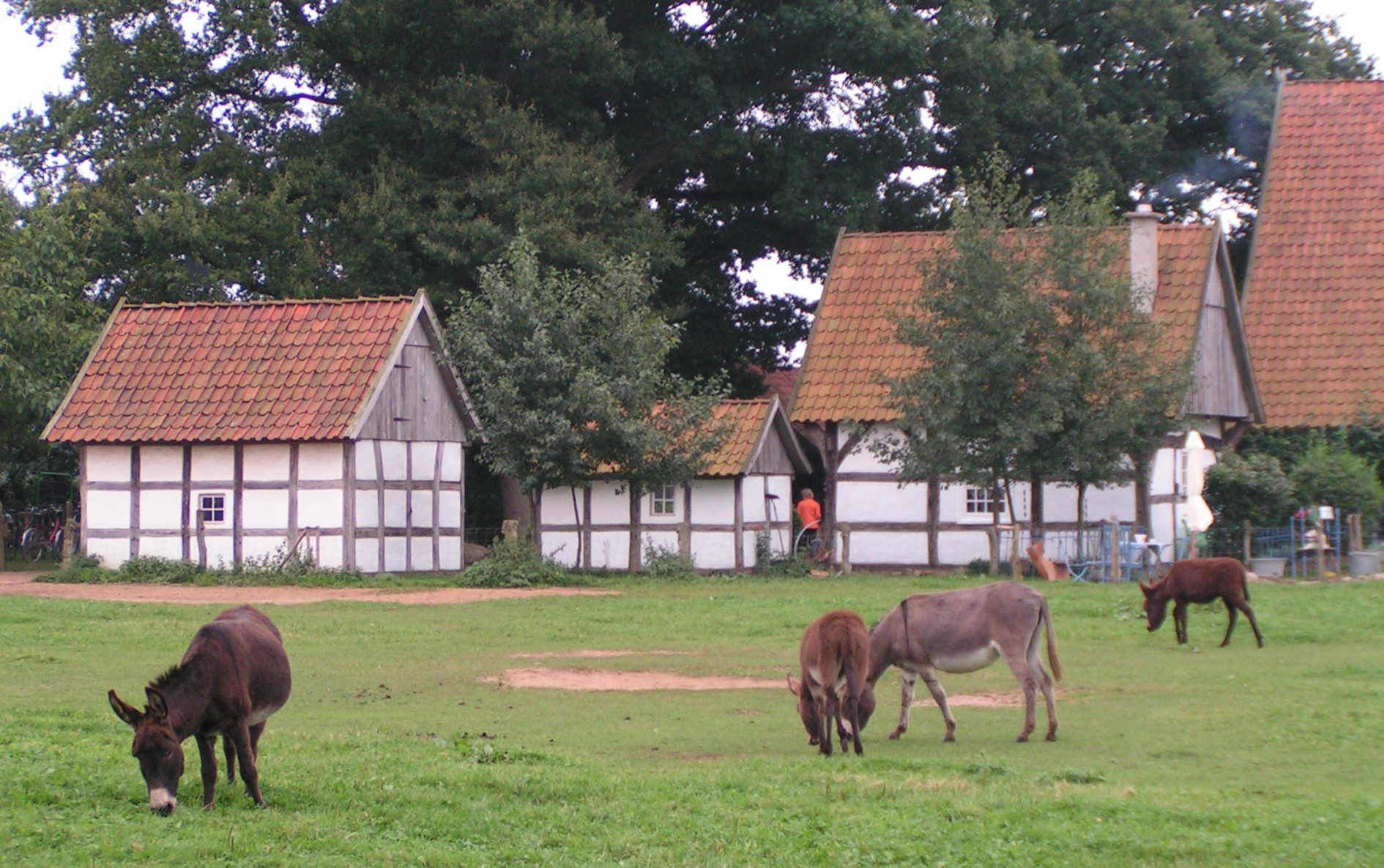
Eselhof in Langen